# Muséographie
 (février 2025).
Si vous disposez d'ouvrages ou d'articles de référence ou si vous connaissez des sites web de qualité traitant du thème abordé ici, merci de compléter l'article en donnant les références utiles à sa vérifiabilité et en les liant à la section « Notes et références ».

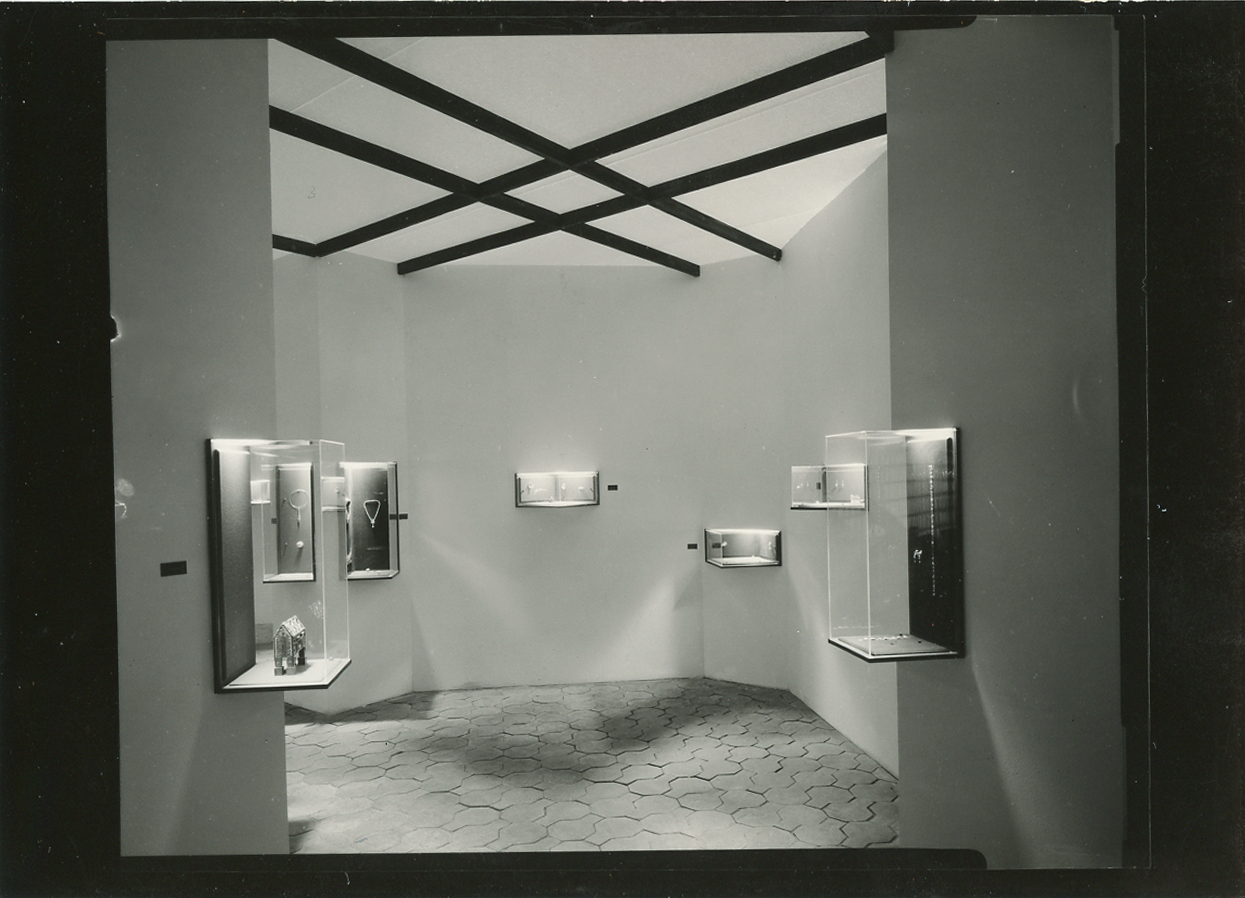
Une exposition de joaillerie à Milan, photographiée par Paolo Monti.

La muséographie définit les tâches de conception intellectuelle et technique d'une exposition, qu'elle soit d'art ou portant sur un autre domaine (science, histoire naturelle, technologie, histoire humaine, ethnographie, etc.). Le muséographe est responsable du programme de l'exposition, qui définit les contenus, les objets éventuellement exposés, les objectifs de l'exposition, les publics ciblés, les conditions de conservation, la cohérence des parcours que l'on définit. Le muséographe fait le lien et la coordination avec les différents interlocuteurs intervenant dans le projet d'exposition. Il est en principe du côté de la maîtrise d'ouvrage, puisqu'il aide à définir la commande ; le scénographe, lui, intervient comme directeur artistique et maîtrise d’œuvre pour concevoir et assurer le suivi de la réalisation de l'exposition.
On parle couramment de muséographie et de muséographe, bien qu'étymologiquement ces termes signifient « description, descripteur d'un musée » ; il serait plus exact de parler d'« expographie » et d'« expographe », voire de scénographe, car une exposition est une mise en scène qui n'a pas forcément lieu dans un musée, mais peut être réalisée ailleurs, dans une bibliothèque, un centre d'exposition, une médiathèque, une entreprise, une collectivité, voire en plein air.

## Histoire
Démétrios de Phalère fondateur de la fameuse bibliothèque d'Alexandrie vers 300 av. J.-C. et disciple d’Aristote, institue deux disciplines : la bibliographie et la muséographie.

## Destination
Le muséographe, formé en muséo-expo-graphie (ex. : à l’école du Louvre, au Muséum national d'Histoire naturelle, à l'université d'Artois…), réalise un document appelé programme muséographique. Souvent celui-ci est constitué du préprogramme, puis de l'avant-projet sommaire muséographique (APS) enfin de l'APD pour le programme définitif. Ce programme détaille les fonctionnalités et les impératifs au bon fonctionnement de l'exposition. Surtout, il comporte le scénario de l'exposition.
Le travail muséographique vise à favoriser la rencontre du public avec les contenus que l'on veut exposer, que ce soient des œuvres, des données et explications scientifiques, des valorisations historiques, ethnographiques… Il doit également veiller à respecter les règles applicables aux établissements recevant du public (ERP), ainsi que les règles spécifiques aux musées : conservation préventive des collections, sûreté des objets, gestion des flux de visiteurs, de l'accessibilité aux personnes handicapées, etc.
Parfois le rôle du muséographe est tenu par le conservateur ou le commissaire d'exposition quand ils existent dans la structure, ou par un muséographe indépendant recruté pour cette tâche (par exemple dans le cas des centres d'interprétation et assimilés).
Le projet scientifique et culturel établi par les conservateurs peut servir de cadre dans lequel vient s'inscrire le programme de l'exposition, car celle-ci peut être ponctuelle, par exemple dans le cas d'une exposition temporaire. Les deux documents ont leur identité et leur fonction propre, ils sont indépendants l'un de l'autre. Ils peuvent exister l'un sans l'autre.

## Acteurs
Le muséographe est chargé de la mise en forme du projet d'exposition établi par l'équipe scientifique du musée ou par les commanditaires quels qu'ils soient. Il exprime les fondements symboliques, historiques, patrimoniaux, architecturaux, fonctionnels et techniques du programme du musée ou de l'exposition en partenariat avec des intervenants de toutes disciplines avec lequel il entretient des relations : comités scientifiques, chercheurs dans les spécialités concernées par l'exposition, spécialistes de la médiation culturelle et scientifique et de la transmission des savoirs aux publics, sémiologues…
Il est parfois aussi chargé de coordonner l'économie du projet, son budget, son calendrier et le déroulement dans le temps avec la maîtrise d'ouvrage. Il peut aussi être amené à rédiger des cahiers des charges pour les appels d'offres pour le recrutement de la maîtrise d'œuvre et organiser les éléments du concours.
Le muséographe indique les stratégies de valorisation scientifique et culturelle et de médiation des collections d'une collectivité en regard du contexte et des publics, il traduit les désidératas scientifiques, organise les contenus dans une trame narrative, le scénario de l'exposition, propose les dispositifs à développer (hiérarchisation des niveaux de lecture, etc.), rédige le plus souvent les textes de l'exposition. Il écrit ainsi le programme muséographique qui peut se décomposer en plusieurs phases (APS/ APD muséographique) pour permettre le dialogue itératif avec le scénographe.
Le scénographe, quant à lui, assure la direction artistique du dispositif symbolique et spatial à partir du programme muséographique et, en tant que maître d'oeuvre, coordonne tous les intervenants de la conception (ingénieurs structure et installations techniques, spécialistes de l'éclairage naturel et artificiel, graphistes, signaléticiens et cartographes, spécialistes du design et des techniques multimédia, scénaristes de contenus multimédia, designers de manipes et autres outils pédagogiques interactifs, économistes de la construction, spécialistes de conservation préventive, socleurs, etc.). Au stade des travaux, le scénographe assure le suivi des travaux de tous les corps de métiers.
L'activité du muséographe est à distinguer de celle du muséologue, qui en France est dédiée à analyser l'activité, l'organisation et l'histoire des musées et des expositions, et qui est généralement inscrit dans le milieu universitaire.

## Formation
En France et en Europe, les formations de muséographie sont proposées dans des universités (Artois, Avignon, Nice…), au Muséum national d'Histoire naturelle et à l'École du Louvre. En France, l'OCIM propose un programme de formation continue dans le domaine de la muséographie.
Les formations de scénographes sont notamment proposées par certaines écoles d'architecture (Paris Malaquais, Paris La Villette, École nationale supérieure des arts décoratifs, École Bleue, Nantes, Montpellier) et d'architecture intérieure, ou encore d'écoles de beaux arts (Beaux Arts de Paris).